# Еироку
Еироку (永禄) је јапанска ера (ненко) која је настала после Коџи и пре Генки ере. Временски је трајала од фебруара 1558. до априла 1570. године и припадала је Муромачи периоду. Владајући монарх био је цар Огимачи. Име ере се мења како би се обележио долазак новог монарха, цара Огимачија на власт.

## Важнији догађаји Еироку ере
- 1560. (Еироку 3, први месец): Изабран је нови цар Огимачи а једна од особа која је омогућила церемонију крунисања био је Мори Мотонари.[3]
- 12. јун 1560. (Еироку 3, деветнаести дан петог месеца): Битка код Окехазаме.
- 1560. (Еироку 3, пети месец): Имагава Јошимото предводи војску провинције Суруга против снага провинције Овари (које је предводио Ода Нобунага) у бици код Окехазаме (桶狭間の戦い, Окехазана но татакаи) али је војска поражена и Имагава гине у борби. Након ове битке Нобунага преузима провинцију Овари, а Токугава Ијејасу провинцију Микава и замак Оказаки.[3]
- 1564. (Еироку 7): Нобунага напада замак Инабајама у намери да преузме провинцију Мино од Саито клана али је поражен и истеран са територије.[4]
- 1567. (Еироку 10, осми месец): Нобунага је поразио Саито клан и освојио провинцију Мино заједно са Инабајама (Гифу) замком који је одредио да му буде привремено боравиште и војна база.[4][5]
- 1568. (Еироку 11, други месец): Ашикага Јошихиде постаје шогун.[6]
- 1568. (Еироку 11, девети месец): Шогун Јошихиде умире од заразне болести.[6]